# Stettiner Straßen-Eisenbahn-Gesellschaft
Stettiner Straßen-Eisenbahn-Gesellschaft (SSEG, Towarzystwo Szczecińskich Kolei Ulicznych) – nieistniejące szczecińskie przedsiębiorstwo transportowe, które w latach 1879–1937 zajmowało się obsługą linii tramwajowych i autobusowych na terenie miasta.

## Historia

### Era tramwajów konnych
25 marca 1879 na walnym zgromadzeniu powołano do życia przedsiębiorstwo Stettiner Straßen-Eisenbahn-Gesellschaft wraz z pierwszą radą nadzorczą. Na stanowisko pierwszych dyrektorów powołano Christiana Grote i Alberta Klitzinga. 22 sierpnia tego samego roku zorganizowano inauguracyjny przejazd tramwajem od zajezdni Westend do Elysium, a dzień później na tej trasie otwarto pierwszą linię tramwajów konnych o długości 5,03 km. Drugą zajezdnię tramwajową, Züllchow, wzniesioną równoległe z pierwszą i przypisano do linii Frauendorf – Odertor. W latach 1885–1886 powstała jeszcze zajezdnia Oberwiek dla linii Cap Cherie – Dampfschiffsbollwerk. W 1896 r. SSEG podpisało z firmą AEG umowę na elektryfikację systemu tramwajowego. Rok później zlikwidowano zajezdnię Züllchow.
W 1897 r. kursowały trzy linie tramwaju konnego:
- Elysium – Luisenstraße – Oberwiek/Bahnhof – Cap Chérie
- Bellevue – Berliner Tor – Grabow – Frauendorf
- Falkenwalder Straße – Breite Straße – Dampfschiffbollwerk

W 1898 r. powstała zajezdnia Frauendorf (po 1945 r. Golęcin).

### Era tramwajów elektrycznych
Proces elektryfikacji linii tramwajowych zakończono w 1900 r. W latach 1912–1913 wzniesiono zajezdnię Nemitz (po 1945 r. Niemierzyn).
W 1912 r. przedsiębiorstwo obsługiwało linie:
- 1 (żółta) Neu Westend – Altdammer Straße
- 2 (szara) Berliner Tor – Hauptfriedhof
- 3 (pomarańczowa) Hauptbahnhof – Eckerberger Wald
- 4 (zielona) Tiergarten – Arndtplatz/Grünstraße
- 5 (niebieska) Alleestraße – Dunzig-Fähre
- 6 (biała) Hauptbahnhof – Grenzstraße/Pölitzer Straße
- 7 (czerwona) Bellevuestraße – Frauendorf
- 8 (czarna) Schinkelplatz – Birkenallee/Grabower Straße

W 1926 r. SSEG zakupiło działkę przy Altdammer Straße z zamiarem wybudowania na niej warsztatów tramwajowych; planu nie zrealizowano z powodu zbyt wysokich kosztów budowy.
Pod koniec 1930 r. przedsiębiorstwo obsługiwało linie:
- 1  Rennbahn – Flughafen
- 2  Berliner Tor – Wendorf
- 3  Pommerensdorf – Eckenberger Wald
- 4  Hauptbahnhof – Krankenhaus
- 5  Braunsfelde – Dunzig
- 6  Hauptbahnhof – Zabelsdorf
- 7  Bellevue – Gotzlow

W 1934 r. oddano do użytku zajezdnię West (po 1945 r. Pogodno). 31 lipca 1937 r. Stettiner Straßen-Eisenbahn-Gesellschaft połączono ze Stettiner Elektrizitätswerke i utworzono spółkę z ograniczoną odpowiedzialnością Stettiner Stadtwerke.